# Nad Prosečí
Nad Prosečí je název chaty a rozhledny na Prosečském hřebeni v Žitavské pánvi, jižním podhůří Jizerských hor. Leží mezi Jabloncem nad Nisou, Prosečí nad Nisou a Vratislavicemi nad Nisou ve výšce 586 m n. m.
Roku 1892 nechal zhruba ve středu Prosečského hřebene Německý horský spolek vystavět 6 m vysokou dřevěnou věž, kterou slavnostně otevřel 25. září 1892. Již v únoru 1894 byla stržena vichřicí, byla však opravena a sloužila až do roku 1901, kdy byla zničena zásahem blesku.
Další věž nechal postavit Jablonecký horský spolek podle projektu architekta Roberta Hemmricha. Byla také dřevěná, na rozdíl od své předchůdkyně však byla vyšší (12 m) a po celém obvodu krytá. Náklady na její stavbu dosáhly 1800 korun a byla otevřená 31. května 1908. I tuto věž však zničil 21. srpna 1921 silný vítr.

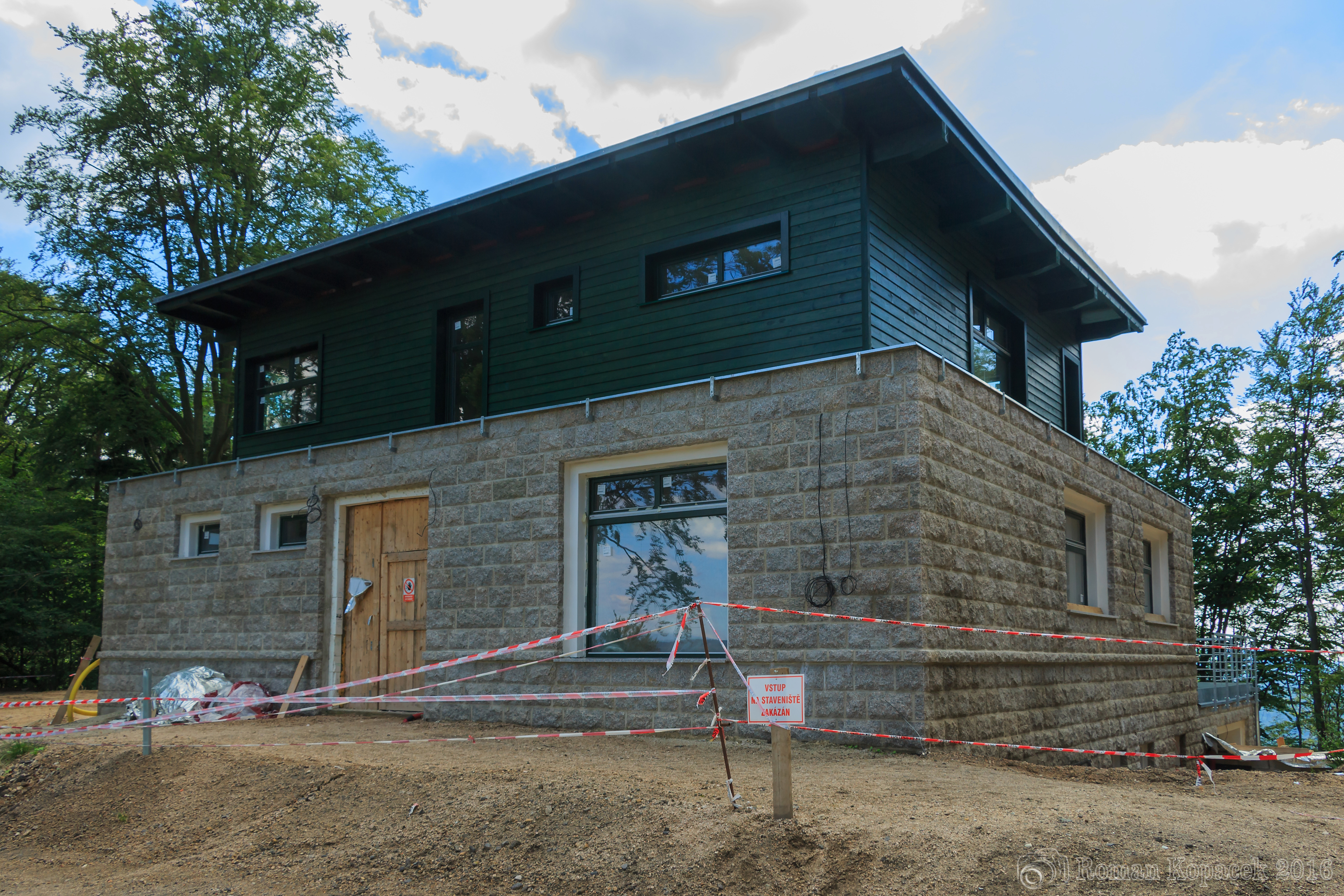
Nová Prosečská chata

Roku 1928 postavil Konrád Hübner na hřebeni turistickou chatu, ke které, opět podle projektu Roberta Hemmricha, přistavěl jablonecký Horský spolek novou kamennou rozhlednu. Stavba této 28 m vysoké věže se 105 schody z masivních žulových kvádrů byla zahájena v květnu 1932 a dokončena 21. srpna 1932. V devadesátých letech 20. století byla chata rekonstruována, 3. července 2003 však byla úmyslně zapálena a z velké části zničena. O pár let později byly zbylé základy srovnány se zemí. Novým majitel rozhledny se stala firma Brilant z Jablonce nad Nisou, která zároveň postavila novou chatu která se má otevírat na podzim 2016.